# Квадратичное поле
Квадратичное поле — алгебраическое числовое поле степени 2 над {\displaystyle \mathbb {Q} }. Можно доказать, что отображение {\displaystyle d\mapsto \mathbb {Q} ({\sqrt {d}})} задаёт биекцию между множеством свободных от квадратов целых чисел и множеством всех попарно неизоморфных квадратичных полей. Если {\displaystyle d>0,} квадратичное поле называется действительным, в противном случае — мнимым или комплексным.

## Кольцо целых квадратичного поля
Для любого алгебраического числового поля можно рассмотреть его кольцо целых, то есть множество элементов, являющихся корнями приведенных многочленов с целыми коэффициентами. В случае квадратичного поля это корни приведенных квадратных уравнений с целыми коэффициентами, все числа такого вида нетрудно описать.
Пусть {\displaystyle D} — свободное от квадратов целое число, сравнимое с 2 или 3 по модулю 4. Тогда кольцо целых соответствующего квадратичного поля (обозначаемое {\displaystyle {\mathcal {O}}_{\mathbf {Q} ({\sqrt {D}})}}) — это множество линейных комбинаций вида {\displaystyle a+b{\sqrt {D}}} (квадратичных иррациональностей), где {\displaystyle a,b\in \mathbb {Z} }, с обычными операциями сложения и умножения комплексных чисел. Соответственно, если {\displaystyle D\equiv 1{\pmod {4}}}, кольцо целых состоит из чисел вида {\displaystyle a+b\cdot {\tfrac {1+{\sqrt {D}}}{2}}}, где {\displaystyle a,b\in \mathbb {Z} }.

### Примеры колец целых
- Классический пример — кольцо гауссовых целых чисел, соответствующее случаю {\displaystyle D=-1}. Это кольцо было впервые описано Гауссом около 1800 года, для того, чтобы сформулировать биквадратичный закон взаимности.[1]
- Случаю {\displaystyle D=-3} (так как −3 сравнимо с 1 по модулю 4) соответствуют целые числа Эйзенштейна.

## Дискриминант
Дискриминант квадратичного поля {\displaystyle \mathbb {Q} ({\sqrt {d}})} равен d, когда d сравнимо с 1 по модулю 4, и 4d в противном случае. Например, дискриминант поля гауссовых рациональных чисел равен −4.

## Разложение на простые в кольце целых
Любое кольцо целых является дедекиндовым, поэтому для любого его идеала существует и единственно разложение на простые идеалы. Пусть p — простое число, тогда для главного идеала, порожденного p в {\displaystyle {\mathcal {O}}_{K}} (K — произвольное квадратичное поле) возможны следующие три случая:
- (p) — простой идеал. Факторкольцо по нему — конечное поле из p2 элементов:

{\displaystyle {\mathcal {O}}_{K}/p{\mathcal {O}}_{K}\cong \mathbb {F} _{p^{2}}}
- (p) раскладывается в произведение двух различных простых идеалов.

{\displaystyle {\mathcal {O}}_{K}/p{\mathcal {O}}_{K}\cong \mathbb {F} _{p}\times \mathbb {F} _{p}}
- (p) — квадрат простого идеала. Тогда факторкольцо по нему содержит ненулевые нильпотенты.

Третий случай происходит тогда и только тогда, когда p делит дискриминант поля D (например, идеал (2) является квадратом идеала (1+i) в кольце гауссовых целых чисел). Первый и второй случаи происходят когда символ Кронекера {\displaystyle \left({\tfrac {D}{p}}\right)} равен −1 и 1 соответственно.